# المكتب المغربي للمعادن
المكتب المغربي للمعادن هي شركة تجارية مغربية متخصصة في بيع وتوزيع المنتجات المعدنية مثل قضبان التسليح، والقضبان التجارية، والأنابيب، والفولاذ الخاص، بالإضافة إلى توزيع الأجهزة الكهربائية، ومواد ومعدات البناء، والأدوات والأجهزة المنزلية.

## لمحة تاريخية
تُعد شركة للمكتب المغربي للمعادن واحدة من أكبر اللاعبين على الساحة الاقتصادية في المغرب، وهي شركة متخصصة في بيع وتوزيع منتجات الحديد والصلب، ومواد البناء، والأدوات واللوازم الصناعية، ومعدات البناء والأشغال العامة، ومنتجات العزل والختم، والأجهزة الكهربائيّة، والتعزيزات الخرسانية، وصندقة الأخشاب، وآلات المناولة، ويتراوح عدد العاملين في الشركة ما بين 201-500 موظّف، ويقع المقر الرئيسي لها في مدينة الدار البيضاء في المغرب.
تأسست شركة المكتب المغربي للمعادن في 16 يوليو عام 1913 على يدّ مجموعة ديسكور إي كابود الفرنسية التي يقع مقرها في مدينة ليون بفرنسا. كان المكتب يُسمى في البداية مكتب المعادن بالمغرب، ثُمّ تغيّر اسمه ليُصبح المكتب المغربي للمعادن بحلول عام 1974 بعدما استحوذت مجموعة هولماركوم جروب على الحصة الأكبر منه. أعيدت بعد ذلك هيكلة الشركة في عام 1996 وانقسمت إلى علامتين تجاريتين متخصصتين خُصّصت إحداهما لمعدّات الصناعة لصناعة ومواد البناء، بينما خُصصت العلامة التجارية الأخرى للأجهزة المنزلية. أصبحت الشركة مالكة لعلامة تجاريّة ثالثة اعتبارًا من عام 2000، وهي علامة ديجيتك لمنتجات الوسائط المتعددة، وفي عام 2006 أنشأت الشركة علامة تجارية جديدة هي مكتب الإنتاج، والذي افتتح أوّل فروعه في مدينة الدار البيضاء، ثُمّ أطلق المكتب المغربي للمعادن خط إنتاج جديد لأعمال الأثاث بعدما حصل على امتياز أطلس لصناعة وإنتاج وبيع المفروشات وأعمال الأثاث في عام 2009.